# Kaiyuan Za Bao

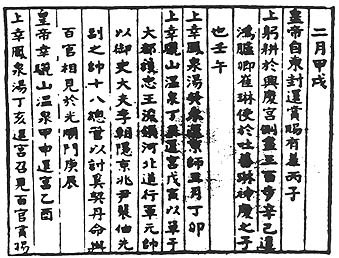
En kopia av Kaiyuan Za Bao. Originalet förstördes under kulturrevolutionen.

Kaiyuan Za Bao eller Kaiyuan Chao Pao (开元杂报; 開元雜報; Kāiyuán zábào) "Hovets bulletin" var en kinesisk tidning som gavs ut under Tangdynastin (618–907).
Kaiyuan Za Bao räknas till världens äldsta tidningspublikationer och gavs ut år 713 till 734. Innehållet var politiska och inhemska nyheter, och distribuerades huvudsakligen till regeringstjänstemän. Namnet Kaiyuan kommer från regeringsperioden som varade från år 713 till 741 under kejsar Xuanzongs regeringstid, då tidningen publicerades.
Tidningen var handskriven på siden, och även tryckt med blocktryck.